# Трахейнодишні
Трахейнодишні (трахейні, трахеати) (Tracheata) — підтип чи інфратип[джерело?] членистоногих. Переважно наземні тварини, що дихають за допомогою трахей.
Голова трахейнодихаючих чітко відокремлена від тулуба, на ній є пара вусиків (антенул) і три пари ротових кінцівок — верхні щелепи (мандибули), перші і другі нижні щелепи (максили). Всього відомо бл. 1,5 млн видів трахейнодихаючих, поширених на всіх материках, з них в Україні — близько 35 тисяч.
Органи дихання трахейнодихаючих утворені системою трахей — повітряних каналів, які тягнуться по всьому тілу і постачають клітини організму киснем, що пов'язано з переходом до існування на суші.
Трахейнодихаючі поділяють на 2 класи: багатоніжки та шестиногі. Проте існування підтипу трахейнодихаючих визнається не усіма систематиками, так само я існують різні погляди щодо включення до його складу тих чи інших класів.